# Orissania
Orissania Prószynski, 1992 è un genere di ragni appartenente alla famiglia Salticidae.

## Etimologia
Il nome deriva dalla regione indiana dell'Orissa.

## Distribuzione
L'unica specie oggi nota di questo genere è stata rinvenuta in India, nello Stato di Orissa.

## Tassonomia
A giugno 2011, si compone di una specie:
- Orissania daitarica Prószynski, 1992[2] — India